# Boonoo Boonoo National Park
Boonoo Boonoo National Park är en park i Australien. Den ligger i delstaten New South Wales, i den sydöstra delen av landet, omkring 560 kilometer norr om delstatshuvudstaden Sydney.
Trakten runt Boonoo Boonoo National Park är nära nog obefolkad, med mindre än två invånare per kvadratkilometer..
I omgivningarna runt Boonoo Boonoo National Park växer i huvudsak städsegrön lövskog. Genomsnittlig årsnederbörd är 1 201 millimeter. Den regnigaste månaden är januari, med i genomsnitt 242 mm nederbörd, och den torraste är juli, med 35 mm nederbörd.